# 拉瓦卡 (阿肯色州)
拉瓦卡（英語：Lavaca）是一個位於美國阿肯色州錫巴斯琴縣的城市。

## 地理
拉瓦卡的座標為35°20′12″N 94°10′36″W / 35.33667°N 94.17667°W，而該地的平均海拔高度為129米（即423英尺）。

## 人口
根據2020年美國人口普查的數據，拉瓦卡的面積為5.78平方千米，當中陸地面積為5.75平方千米，而水域面積為0.03平方千米。當地共有人口2450人，而人口密度為每平方千米416人。